# Ben Pon
Bernardus Marinus "Ben" Pon (9 de dezembro de 1936 – 30 de setembro de 2019) foi um automobilista holandês. 
Disputou apenas um GP de Fórmula 1 em sua carreira: o GP da Holanda em 1962.
Defendeu as cores de seu país na prova de tiro esportivo nos Jogos Olímpicos de 1972, sendo, assim, um dos 7 pilotos de Formula 1 que também competiram em Jogos Olímpicos.

## Carreira
Seu pai, também chamado Ben Pon, incentivou o início de carreira do jovem piloto, que se destacaria nacionalmente nas corridas de carro-esporte, vencendo diversas provas da modalidade.
A amizade com Carel Godin de Beaufort ajudaria Pon a ingressar na Fórmula 1, em um Porsche privado da Ecurie Maarsbergen. Pouco se esperava da dupla, que largaria na parte de trás do grid, com Pon atrás de Beaufort.
Na segunda volta, Pon, que guiava seu Porsche de maneira agressiva, deparou-se com uma larga mancha de óleo e rodou, depois iniciou uma sequência de capotagens até cair na água. Ben chegou a ser lançado do carro. Beaufort parou seu carro e ao tentar socorrer o companheiro de time, ficou surpreso ao encontrá-lo vivo, com alguns arranhões.
Mesmo escapando com vida do acidente, Pon decidiu colocar ponto final em sua trajetória na F-1, seguindo carreira guiando carros-esporte, até sua aposentadoria definitiva do automobilismo. Pouco após deixar de correr, trocou de modalidade, passando a ser atleta de tiro esportivo, chegando a integrar a delegação holandesa nas Olimpíadas de 1972, realizadas em Munique, na então Alemanha Ocidental.